# ديف هايد
ديف هايد (بالإنجليزية: Dave Hyde)‏ هو كاتب أمريكي، ولد في 1961.